# Christina Ruhnbro
Lill-Maj Brita Christina Ruhnbro, född 7 september 1940 i Hudiksvall, är en svensk redaktör.
Ruhnbro, som är dotter till redaktör Rune Ruhnbro och tandtekniker Majken Engström, blev filosofie kandidat vid Lunds universitet 1963, filosofie licentiat i konsthistoria vid Lunds universitet 1964 på avhandlingen Engelbrekt – ett nationalmonument och studerade miljövård i Lund 1973. Hon var anställd vid Ekoredaktionen i Sveriges Riksradio, bland annat som medicin- och miljöreporter och tjänstgöring i London och Oslo från 1965, chef för invandrarredaktionen vid Riksradion 1984–1987, redaktör och ansvarig utgivare för Klarspråk i P1 Riksradion från 1987. Hon var jurymedlem vid internationella miljöfilmfestivalen i Rotterdam 1983. Hon har varit president i International Association of Women in Radio and Television (IAWRT), ordförande i Sveriges Radio-koncernens konstförening och styrelseledamot i Stockholms journalistseniorer.